# Гараойли

Тамга племени гараойли согласно М.Кашгари

Гараойли (также: кара-ойли, караэвли, кара-уйли, кара-болюк; туркм. Garaöýli) — одно из древних туркменских  (огузских) племен, входило в состав самых ранних 24-х племен, которые согласно сведениям средневековых историков, ведут свое происхождение от внуков родоначальника туркмен Огуз-хана. 

## Происхождение
По мнению С.П.Толстова, племя гараойли впервые упоминается в источниках VIII в. в форме «кюрабёр» среди телесских племен, которые согласно П.В.Мелиоранскому, были одним из двух подразделений огузов. 

В дальнейшем, упоминание племени гараойли содержится в энциклопедическом словаре тюркских языков Диван лугат ат-Турк известного лексикографа Государства Караханидов Махмуда Кашгари, в котором оно указано в форме кара-болюк:
«Огуз - одно из тюркских племен (кабиле), они же туркмены...Двенадцатый [род] - Кара-Болюк.»
В своем историческом труде Джами ат-Таварих (Сборник летописей), историк Государства Хулагуидов Рашид ад-Дин также пишет о племени гараойли, как одном из 24-х племен огузов (туркмен): 
«Племена Бозук, принадлежащие к правому крылу войска, дети трех старших сыновей..; четверо детей Кун-хана, который был старше всех сыновей: ...Четвертый – Кара-уйли, т.е. черный шатер...»
Хивинский хан и историк XVII в. Абу-л-Гази в своем работе Родословная туркмен сообщает о том, что племя гараойли было одним из 24-х древних туркменских племен - прямых потомков Огуз-хана:
«Имя старшего сына Огуз-хана — Кyн-хан...Имя старшего сына Кyн-хана — Кайы, второй [сын] — Байат, третий — Алка-oйли, четвертый — Кара-oйли...Значение Кара-oйли — где бы ни остановился, [всюду] в палатке живет...»

## Топонимия и этнонимия
В связи с миграциями огузо-туркменских племен в Средние века на территорию Анатолии, топонимы, связанные с племенем гараойли (караэвли) до сих пор имеются в большом количестве в Турции. Также, среди юрюков Турции сохранилось племя под названием караэвли. 